# غلاف دايسون

مقطع لكرة ديسون بقطر وحدة فلكية واحدة

غلاف دايسون هو هيكل افتراضي ضخم يطوّق النجم بشكل كامل ويستولي على نسبة كبيرة من طاقته المنبعثة. هذا المفهوم هو عبارة عن تجربة فكرية تحاول شرح كيفية حصول الحضارات الفضائية على متطلباتها من الطاقة عندما تتجاوز هذه المتطلبات الحد الذي تستطيع هذه الحضارات توليدها من مصادر كوكبها بمفرده. يصل جزء صغير جدًا من انبعاثات طاقة النجم إلى سطح أي كوكب يدور حوله. تمكن هذه الهياكل المبنية المطوقة للنجم الحضارة الفضائية بالحصول على المزيد من الطاقة.
كان أوّل من وصف هذا الهيكل بشكل معاصر أولاف ستابليدون في روايته للخيال العلمي «صانع النجم» (1937)، ووصفه فيها قائلًا « كل نظام شمسي مُحاط بنسيج رقيق ضوئي على شكل مصيدة يركّز على الطاقة الشمسية المنبعثة لأجل الاستخدام الذكي». عمم فريمان دايسون هذا المفهوم في وقت لاحق في ورقته العلمية التي نشرها عام 1960 «البحث عن مصادر نجميه صناعية بالأشعة تحت الحمراء». وتكهّن دايسون أنّ هذه الهياكل ستكون النتيجة المنطقية لاحتياجات الطاقة المتزايدة للحضارات التكنولوجية وستشكل ضرورةً لبقائها على المدى الطويل. واقترح أنّ البحث عن مثل هذه الهياكل يمكن أن يقود لاكتشاف حياة ذكية ومتطورة خارج كوكب الأرض. تتوافق الأنماط المختلفة لأغلفة دايسون وقدرتها على جمع الطاقة مع مستويات التقدم التكنولوجي وفقًا لمقياس كارداشيف. اقتُرح في الهندسة الاستكشافية منذ ذلك الوقت تصاميم متنوعة أخرى تتضمن بناء هيكل صناعي أو مجموعة من الهياكل التي تطوق النجم، أو كما وُصف في الخيال العلمي تحت اسم «غلاف دايسون». لم تقتصر هذه المقترحات التالية على محطات الطاقة الشمسية، إذ تضمن العديد منها عناصر صناعية أو سكنية. تصف معظم الصور الخيالية الغلاف على شكل قشرة صلبة من المادة تطوّق النجم، وهذا ما يعتبره دايسون البديل الأقل منطقية لهذه الفكرة. في ندوة ستارشيب سينشري في سان دييغو في مايو 2013، كرر دايسون تعليقاته بأنه تمنى ألّا يُسمى هذا المفهوم بعده.

## أصل المفهوم
كان مفهوم غلاف دايسون نتيجةً لتجربة فكرية للفيزيائي وعالم الرياضيات فريمان دايسون، عندما وضع نظريةً تنص على أنّ الطلب على الطاقة لكل الحضارات التكنولوجية دائمًا في تزايد. وقد برهن أنه سيأتي وقت تحتاج فيه الحضارة البشرية طاقة الشمس المنبعثة بالكامل إذا اتسعت متطلباتها من الطاقة لفترة كافية. وقد اقترح نظامًا لهياكل مدارية (أشار إليها في البداية كقشرة) مصممة لاعتراض وجمع كل الطاقة التي تنتجها الشمس. لم يفصّل اقتراح دايسون كيفية بناء النظام، لكنه ركز فقط على مسائل جمع الطاقة، وعلى أساس أنه يمكن تمييز مثل هكذا هيكل بواسطة طيف الانبعاث غير الاعتيادي مقارنةً بالنجم. نُشرت ورقته «البحث عن مصادر نجميه صناعية بالأشعة تحت الحمراء» عام 1960 في دورية ساينس، وكان لها الفضل كونها أوّل من جعل مفهوم غلاف دايسون رسميًا.
لم يكن دايسون أول من قدَّم هذه الفكرة. فقد ألهمته رواية الخيال العلمي «صانع النجم» عام 1937، لأولاف ستابليدون، ومن المحتمل أيضًا أن أعمال جون ديزموند برنال، وريموند زي جالن، وإدغار رايس بوروس ألهمته أيضًا، إذ يبدو أنه اكتشف مفاهيم مشابهة في أعمالهم.

## قابلية التنفيذ
يتخطى بناء غلاف دايسون ذي نظام مستقر قدرات الهندسة البشرية حاليًا، على الرّغم من أنّ هكذا هياكل ضخمة ممكنة نظريًا. يتجاوز عدد المركبات اللازمة للحصول على غلاف دايسون، ونقله، والحفاظ عليه القدرات الصناعية في يومنا هذا. أيّد جورج دفورسكي استخدام روبوتات ذاتية التكرار (ذاتية المضاعفة) للتغلب على هذا القصور في المدى القريب نسبيًا. اقترح البعض إمكانية بناء مثل هكذا مساكن حول الأقزام البيضاء، وحتى النجوم النابضة.

## البدائل
غالبًا ما يُفسَّر مفهوم غلاف دايسون في الروايات الخيالية على أنه كرة جوفاء صناعية من المادة حول النجم. يعتمد هذا التصور على التفسير الحرفي لورقة دايسون العلمية القصيرة الأصلية حسب عرضها للمفهوم. وردًا على الخطابات التي حملتها بعض الصحف، أجاب دايسون: «إن وجود حلقة أو قشرة صلبة حول نجم مستحيل ميكانيكيًا، يتكون شكل المحيط الحيوي الذي تصورتُه من مجموعة حرة أو سرب من الأجسام التي تسافر في مدارات مستقلة حول النجم».

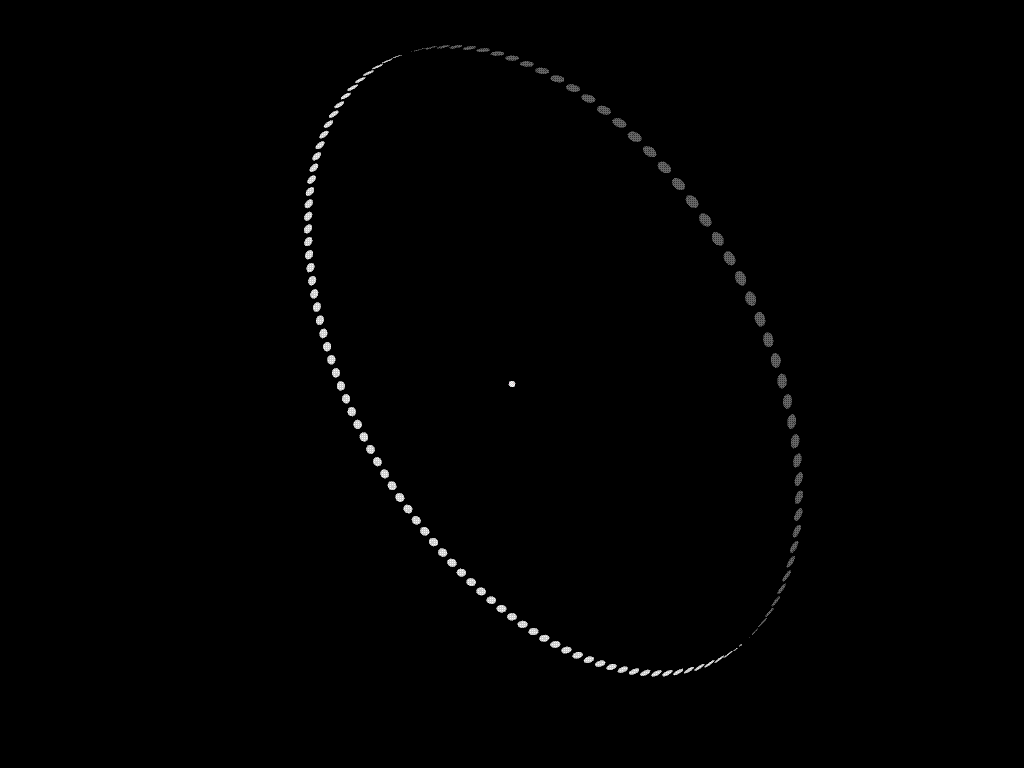
حلقة دايسون

### سرب دايسون
البديل الأكثر قربًا لتصور دايسون الأصلي هو «سرب دايسون». وهو يتكون من عدد كبير من البُنى المستقلة (عادةً أقمار صناعية تعمل بالطاقة الشمسية ومساكن فضائية) تدور بتشكيل كثيف حول النجم. مزايا هذا الأسلوب من البناء هي: إمكانية تحجيم المكونات بشكل مناسب، وإمكانية بنائها تدريجيًا. يمكن استخدام أشكال متعددة من نقل الطاقة لاسلكيًا من أجل نقل الطاقة بين مكونات السرب والكوكب. ستجعل العوائق الناتجة عن طبيعة الميكانيكا المدارية ترتيب مدارات السرب معقدًا جداً. الشكل الأبسط من هذا التركيب هو حلقة دايسون، التي تشترك فيها كل البُنى بالمدار نفسه. تستطيع الأنماط الأكثر تعقيدًا التي تتضمن عددًا إضافيًا من الحلقات اعتراض كمية أكبر من انبعاثات النجم، ولكن نتيجةً لهذا ستحجب بعض البُنى بُنىً أخرى بشكل دوري عندما تتداخل مداراتها. تتمثل مشكلةٌ محتملة أخرى بزيادة خسارة الاستقرار المداري عند إضافة عناصر جديدة تزيد احتمالية الاضطرابات المدارية.
يمكن لهكذا مجموعة من البُنى أن تؤثر بشكل بسيط على الضوء المنبعث من النظام النجمي (انظر للأسفل). ومع ذلك، سيكون الاضطراب صغيرًا جدًا على الأرجح إذا ما قارناه بالطيف الطبيعي الكلي المنبعث من النجم بالنسبة للفلكيين الذين يقومون برصده من الأرض.

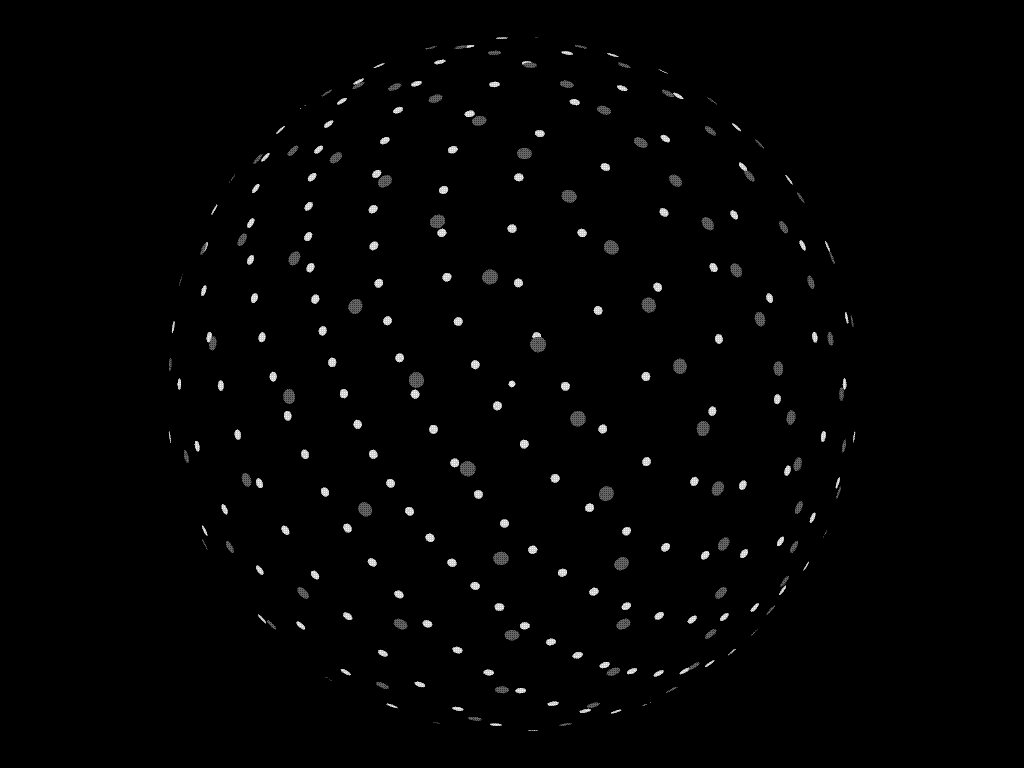
فقاعة دايسون

### فقاعة دايسون
يتمثل النوع الثاني من غلاف دايسون ب «فقاعة دايسون». وهي مشابهة لسرب دايسون، ومكونة من عدة بُنى مستقلة، ويمكن بناؤها بشكل تدريجي أيضًا. على عكس سرب دايسون، لا تكونُ البُنى التي تكوّن فقاعة دايسون في مدار حول النجم، بل هي عبارة عن أقمار اصطناعية ثابتة مرتبطة بأشرعة شمسية ضخمة تستخدم ضغط الإشعاع لمقاومة قوة سحب جاذبية النجم. لن تعاني مثل هكذا بُنى من خطر اصطدامها ببعضها البعض أو أن تحجب بعضها البعض، بل ستكون ثابتة كليًا بالنسبة للنجم ومستقلة عن بعضها البعض. يمكن لهذه الأقمار الاصطناعية أن تغير بعدها عن نجمها المركزي، لأنّ النسبة بين ضغط الإشعاع وقوة الجاذبية الناتجة عن النجم ثابتة بغض النظر عن المسافة (بشرط أن يكون خط النظر بين القمر الاصطناعي وسطح النجم خاليًا من العوائق).
يشكّل التطبيق العملي لهذا النهج موضع تساؤل في علم المواد الحديث، لكن لا يمكن استبعاده حتى الآن. سيبلغ الثقل النوعي الكلي 0.78 غرام لكل متر مربع من الشراع بالنسبة للأقمار الاصطناعية ذات الانعكاسية 100% المنشورة حول الشمس. لتوضيح مدى انخفاض كتلة المواد المطلوبة، اعتبر أنّ الكتلة الكلية للفقاعة المكونة من هكذا مواد يبلغ نصف قطرها 1 وحدة فلكية تبلغ 2.17x1020 كيلوغرام، وهي تشابه في الكتلة كويكب باللاس. توضيح آخر، يبلغ الثقل النوعي لورق الطباعة النظامي حوالي 80 غرام/ متر مربع.
لم تُنتج هكذا مواد بعدُ على شكل شراع شمسي. تُنتج أخف المواد المكونة لشراع شمسي من ألياف الكربون حاليًا بثقل نوعي يبلغ 3 غرام/ متر مربع (من دون الحمولة)، وبمعنى آخر حوالي أربعة أضعاف الثقل المطلوب لبناء قمر اصطناعي شمسي ثابت.

### قوقعة دايسون
تُعتبر «قوقعة دايسون» البديل في الغالب لغلاف دايسون كما صُوّر في الأدب: وهي قشرة مادية صلبة موحدة تحيط بالنجم. بمقدور هذا الهيكل أن يغير انبعاثات النجم المركزي بشكل كامل، واعتراض 100% من إنتاج الطاقة للنجم. بإمكانه هذا أيضًا أن يوفر سطحًا هائلًا يستخدمه الكثير من المتخيلين للسكن، إذا أمكن جعل السطح صالحًا للسكن.
لو افترضنا وجود قوقعة دايسون كروية في النظام الشمسي مع دائرة نصف قطرها يساوي وحدة فلكية واحدة، بحيث يتلقى السطح الداخلي نفس الكمية من أشعة الشمس التي تتلقاها الأرض لكل وحدة زاويّة مجسمة، فسيكون لها مساحة سطح حوالي 2.8×1017 كيلومتر مربع (1.1×1017 ميل مربع) أو أكبر بحوالي 550 مليون مرة من مساحة سطح الأرض. من شأن هذا أن يعترض 384.6 يوتا واط (3.846 × 1026 واط) من إنتاج الشمس. بإمكان التصميمات غير الصدفية اعتراض طاقة أقل، لكن البديل قوقعي الشكل يمثل أقصى طاقة ممكنة يمكن التقاطها للنظام الشمسي في هذه المرحلة من تطور الشمس. تزيد هذه الطاقة بقرابة 33 تريليون مرة عن الاستهلاك البشري للطاقة عام 1998، والذي كان 12 تيرا واط.
هناك العديد من الصعوبات النظرية الخطيرة عند التعامل مع بديل غلاف دايسون الصلب قوقعي الشكل، فمثلًا:
لن يكون لهذه القوقعة أي تفاعل جاذبي صافي مع نجمها المركزي، وقد تنجرف للاندماج بالنجم المركزي. إذا لم تُصحح مثل هذه الأنشطة، فقد تؤدي في النهاية إلى حدوث تصادم بين الغلاف والنجم، وتؤدي على الأرجح إلى نتائج كارثية. ستحتاج مثل هذه الهياكل إما إلى شكل ما من أشكال الدفع لمواجهة أي انجراف، أو إلى طريقة ما لصد وإرسال سطح الغلاف بعيدًا عن النجم.

### أنواع أخرى

#### شبكة دايسون
الاحتمال الآخر هو «شبكة دايسون»، وهي شبكة من الكابلات الممدودة حول النجم والتي يمكن أن تحتوي على وحدات لتجميع الطاقة أو الحرارة معلقةً بين الكابلات. تتقلص شبكة دايسون إلى حالة خاصة تتمثل بقوقعة أو فقاعة دايسون، وفقًا لكيفية دعم الكابلات ضد جاذبية الشمس.

#### عالم الفقاعات
يُعتبر عالم الفقاعات بناءً صناعيًا يتكون من قوقعة توفر مساحة للعيش حول كرة غازية من الهيدروجين. تحتوي قوقعة على الهواء والناس والمنازل والأثاث، إلخ. صُممت الفكرة للإجابة على السؤال الذي يقول: ما هي أكبر مستعمرة فضائية يمكن بناؤها؟» ومع ذلك، فإن معظم هذا الحجم يكون غير صالح للسكن ولا يوجد هناك مصدر للطاقة.
يمكن وضع أي عملاق غازي في قوقعة صلبة من الناحية النظرية؛ ستكون جاذبية السطح مشابهة لجاذبية الأرض في نصف قطر محدد، ويمكن توفير الطاقة عن طريق استغلال الطاقة الحرارية للكوكب. كُشف عن هذا المفهوم بشكل هامشي بوساطة تشارلز ستروز في رواية «أكسليراندو» (وقصة «أمين المكتبة» القصيرة المدرجة ضمن الرواية باعتبارها فصلًا من فصولها)، إذ يتحول كوكب زحل فيها إلى عالم قابل للسكن البشري.

#### محرك نجمي
المحركات النجمية هي صنف من الهياكل الضخمة الافتراضية التي تهدف إلى استخراج طاقة مفيدة من نجم ما، وتُستخدم أحيانًا لأغراض محددة. على سبيل المثال، تستخرج أدمغة ماتريوشكا (هياكل ضخمة اقتُرحت نظريًا من قِبل روبرت برادبري) الطاقة من أجل الحساب؛ تستخرج دافعات شاكدوف (وهي محركات نجمية) الطاقة من أجل الدفع. تستند بعض التصاميم المقترحة للمحركات النجمية إلى غلاف دايسون.
يمكن أن يكون الثقب الأسود مصدرًا للطاقة بدلاً من النجم من أجل زيادة كفاءة تحويل المادة إلى طاقة. يجب أن يكون الثقب أسود أيضًا أصغر من النجم. من شأن هذا أن يقلل من مسافات الاتصال التي ستكون مهمة للمجتمعات التي تعتمد على الحواسيب.

## البحث عن الهياكل الضخمة
تكهن دايسون، في ورقته الأصلية، أن الحضارات الخارجية المتطورة بشكل كاف ستتبع على الأرجح نمطًا مماثلًا لاستهلاك الطاقة للذي يتبعه البشر، وفي النهاية ستبني عالمها الخاص من جامعات الطاقة. يمكن لبناء مثل هذا النظام أن يرقي هذه الحضارة إلى النوع الثاني من مقياس كارداشيف.